# Slanger
 "Slange" omdirigeres hertil. For andre betydninger af Slange, se Slange (flertydig).
Slanger er langstrakte, benløse, kødædende krybdyr i underordenen Serpentes, der kan adskilles fra andre benløse krybdyr ved mangel på øjenlåg og eksterne ører. Som alle øgler er de vekselvarmede (koldblodede) hvirveldyr og dækket af overlappende skæl. Mange arter af slanger har kranier med mange flere samlinger end deres firbenede forfædre, det bevirker de kan sluge et bytte meget større end deres hoveder, ved hjælp af deres meget mobile kæber. For at imødekomme deres langstrakte form, har slanger "parrede organer". F.eks. nyrerne, hvor den ene er placeret foran den anden, i stedet for ved siden af hinanden, og de fleste har kun én funktionel lunge. Generelt, har slanger et meget dårligt syn og nogle slanger er nærmest blinde. Andre slanger har udviklet varmegruber, der kan registre meget små temperaturforskelle.
Slanger findes på alle kontinenter, undtagen Antarktis og på de fleste øer. Ca. 18 familier er i øjeblikket anerkendt, bestående af 456 slægter og ca. 3900 arter. De varierer i størrelse fra den lille, 10 cm lang falske ormeslange til kvælerslanger og anakondaer på op til 7-8 meter i længden. Den nyligt opdagede fossile Titanoboa var 15 meter lang. De første slanger menes at have udviklet sig i kridttiden, hvorimod de mange forskellige moderne slanger opstod i Paleocæn perioden.
De fleste arter er ikke giftige og sluger deres bytte levende eller dræber byttet ved kvælning. Slanger som er giftige (ca. 250 arter), bruger primært giften til at dræbe byttet og ikke til selvforsvar. Ingen slanger kan hypnotisere deres bytte, som det ellers er kendt fra historier og myter.
Nogle giftige slanger kan forårsage smertefulde skader eller dødsfald for mennesker. Man anslår at fem millioner mennesker bides af slanger hvert år, og hvert år dør 120.000 mennesker af slangebid. I Danmark er der siden 1900 døde syv mennesker af hugormebid, og hvert år bliver 200 mennesker bidt af hugorm i Danmark.

## Efter land

### Danmark
I Danmark er der officielt to kendte slangearter: almindelig hugorm (Vipera berus), den eneste giftige slange i Danmark, og den ugiftige snog (Natrix natrix); der er dog muligvis to flere, glatsnog og æskulapsnog.

## Klassifikation
Underorden: Serpentes
- Overfamlilie: Booidea
  - Familie Xenopeltidae
  - Familie Aniliidae
  - Familie Anomochilidae
  - Familie Cylindrophiidae
  - Familie Uropeltidae
  - Familie Loxocemidae
  - Familie Boidae (Kvælerslanger)
  - Familie Bolyeridae
  - Familie Tropidophiidae
- Overfamlilie: Typhlopoidea
  - Familie Anomalepidae
  - Familie Typhlopidae
  - Familie Leptotyphlopidae (Falske ormeslanger eks. Leptotyphlops carlae (verdens mindste slangeart)
- Overfamlilie: Colubroidea
  - Familie Acrochordidae
  - Familie Colubridae Snoge (eks. snog)
  - Familie Atractaspididae
  - Familie Elapidae
    - Underfamilie: Elapinae (Giftsnoge, eks. Mamba)
    - Underfamilie: Hydrophiinae (Havslanger, eks. Belchers havslange)

  - Familie Viperidae (eks. Hugorm)